# Joakim Soria
Joakim Agustín Soria Ramos (18 de mayo de 1984 en Monclova, Coahuila, México) es un jugador estrella pitcher cerrador derecho de los Arizona Diamondbacks de las Grandes Ligas de Béisbol. Es conocido como "The Mexicutioner".

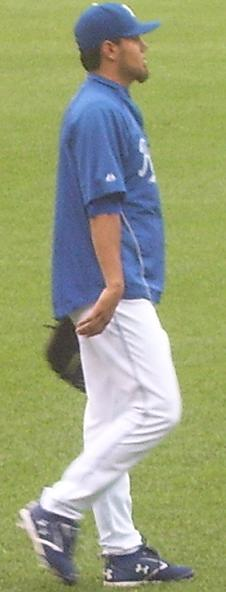
Joakim Soria Cerrador de Kansas City Royals.

## Historia
Desde niño Joakim ha demostrado sus habilidades naturales. Con solo 5 años participó en su primer torneo de béisbol. A partir de ese momento, quiso asegurarse que el béisbol fuera una de las metas más importantes de su vida. Sus padres siempre apoyaron su amor hacia el deporte. Ellos hicieron un esfuerzo para seguirle y dejarle crecer en su carrera en el béisbol. Su padre fue mánager de su equipo de jóvenes (Los Bravos), y su hermano mayor fue su modelo a seguir. Joakim formó parte de un equipo que tuvo la cadena más larga de juegos ganados consecutivamente en la liga.
También lo reconocieron como el mejor lanzador en su primer torneo nacional. Ganó el mismo premio en su segundo torneo nacional, además de lanzar un juego perfecto.
No cabía duda que tenía mucho talento. En lo que crecía, también aumentaban sus responsabilidades, y por lo tanto, la presión que recibía. Pero siempre recuerda las palabras de uno de sus entrenadores: “Si quieres jugar al béisbol y tener éxito como lanzador, tienes que deshacerte de tentaciones como asistir a muchas fiestas o salir mucho de noche. Evita meterte en problemas. La vida de un lanzador es correr, correr y más correr”.
Para poder lograr sus metas, Joakim siguió estos consejos y tuvo éxito en el camino. Fue a hacer una prueba en un equipo, organizado por Alberto Joachin. Joachin es uno de los buscadores de talento más conocidos en México. Firmó a Esteban Loaiza, Ricardo Rincón, Francisco Córdova y a muchos más lanzadores que llegaron a lanzar en las Grandes Ligas. Durante la prueba, Joakim pudo demostrar su talento, personalidad y carácter. Los Diablos Rojos del México lo firmaron, ofreciéndole su primer contrato profesional.
Poco a poco, sus sueños empezaban a realizarse. Después de jugar en el equipo de  Diablos Rojos del México, los Dodgers de Los Ángeles lo contrataron. Jugar fuera de su patria y mudarse a los Estados Unidos no fue una transición fácil para Joakim. Siempre esforzándose, nunca dejó que este nuevo entorno y situación lo afectaran.
Sin embargo, lo más difícil de su corta vida le esperaba más adelante. Durante su tiempo con los Dodgers, Joakim se lastimó el brazo y tuvo que recibir una cirugía Tommy John para sanar. Sin embargo, salió adelante. Joakim atribuye mucho de su éxito en las grandes ligas a Luis Fernando Méndez, entrenador de los Diablos Rojos de la liga mexicana. Méndez fue un lanzador estrella del béisbol mexicano y logró fama por su desempeño en la Serie del Caribe. El enseñó a Joakim las características mentales y físicas necesarias para triunfar como pelotero.

## Béisbol en México
Soria jugó en la Liga Mexicana de Béisbol en el verano, así como en la Liga Mexicana del Pacífico en el invierno, en la LMB con los  Diablos Rojos del México y en la LMP con los Yaquis de Ciudad Obregón. También jugó para Fort Wayne Wizards de Clase A. El 9 de diciembre del 2006, Soria tiró un juego perfecto en contra de los Naranjeros de Hermosillo.

## Grandes Ligas

### 2006
En el 2006, Soria fue drafteado por los Kansas City Royals en la regla 5 en el draft out de los Padres de San Diego.

### 2007
Soria debutó con los Kansas City Royals en el 2007, y tuvo un récord de 2-3 con 17 salvamientos y una productividad de 2.48.

### 2008
En el 2008 tuvo un desglose con los Kansas City Royals y fue seleccionado para el Juego de Estrellas de las Grandes Ligas 2008. Tiró 35 juegos, Soria salvó 41 juegos de 44 oportunidades y tuvo una productividad de 1.63. Soria fue seleccionado como el único representante de los Kansas City Royals en el Juego de Estrellas, Soria ha sido el primer cerrador de los Royals desde Mike MacDougal en el juego del 2003.
Comenzó en 2008 con 13 salvamientos consecutivos, rompiendo el récord del equipo de Al Hrabosky con 11.
El 17 de mayo del 2008, firmó una extensión de 3 años de 8.75 millones de dólares con los Kansas City Royals, después de su impresionante funcionamiento con el equipo.
En el Juego de Estrellas tiro 1 entrada ⅔, ponchando a Dan Uggla de los Florida Marlins y a David Wright de New York Mets.

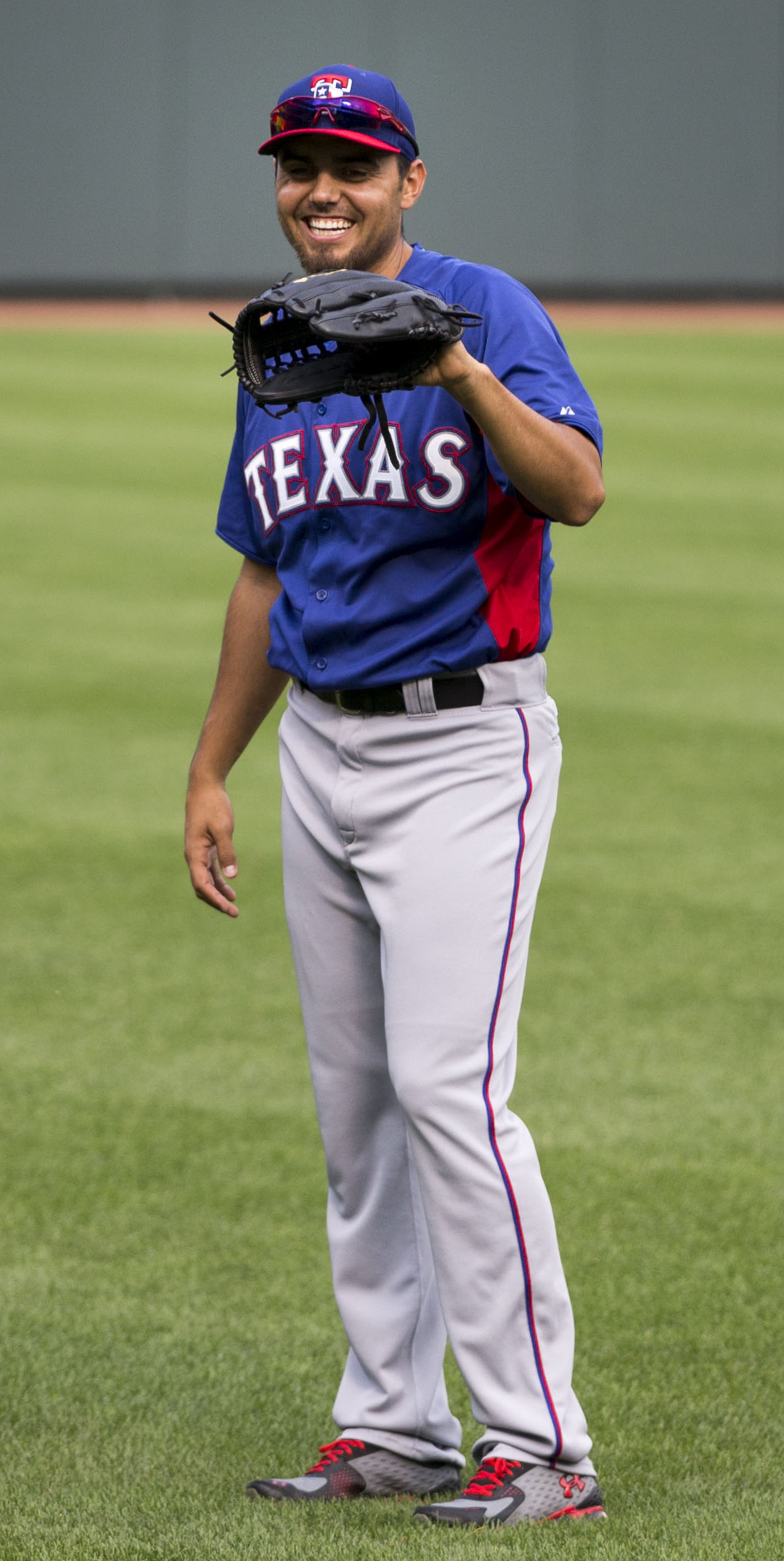
Joakim Soria

### 2009
En el 2009 Soria jugó un total de 1077 apariciones en las cuales obtuvo 30 salvamentos y terminó con una efectividad de 2.21. Terminó en el séptimo lugar de la liga americana en el departamento de juegos salvados.

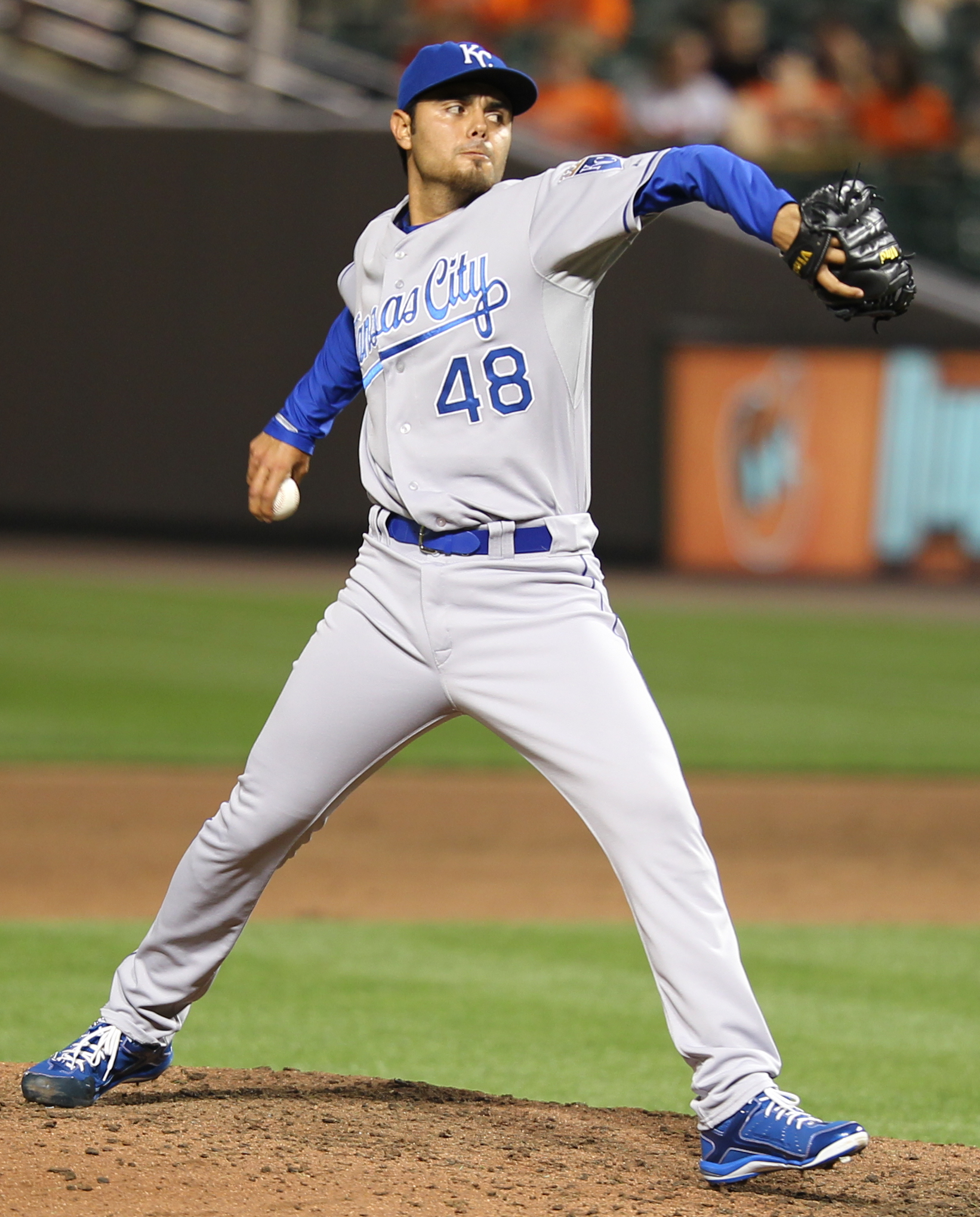
En un juego con kansas city.

### 2010
El 26 de mayo de este año, Joakim Soria alcanzó los 100 salvamentos al lograr una novena entrada inmaculada en el triunfo de Kansas City Royals sobre los Rangers de texas.
Hasta julio de 2010 Soria lleva un total de 114 salvamentos perfilándose para ser el más grande cerrador de todos los tiempos, ya que ni los dos mejores de la historia alcanzaron los 100 salvamentos a la edad de Soria; Trevor Hoffman (596 salvamentos) alcanzó esa cifra a los 29 años y Mariano Rivera (546 salvamentos) lo consiguió a los 30.

### 2011
Se rumoraba mucho sobre su traspaso a otra Franquicia en Las Grandes Ligas, algo que no sucedió quedándose con Los Kansas City Royals logrando 28 Salvados con una efectividad de 4.04

### 2012
El 4 de diciembre de 2012, Soria firmó un contrato de 2 años por valor de $ 8 millones con los Rangers de Texas con una opción de club para 2015. Comenzó la temporada en la lista de lesionados de 60 días ya que todavía se estaba recuperando de una cirugía. Hizo su primera aparición en Texas el 7 de julio de 2013. Después de que el ex cerrador Joe Nathan firmara con los Tigres de Detroit en la temporada baja, Soria fue nombrado nuevo taponero de los Rangers para la temporada 2014.

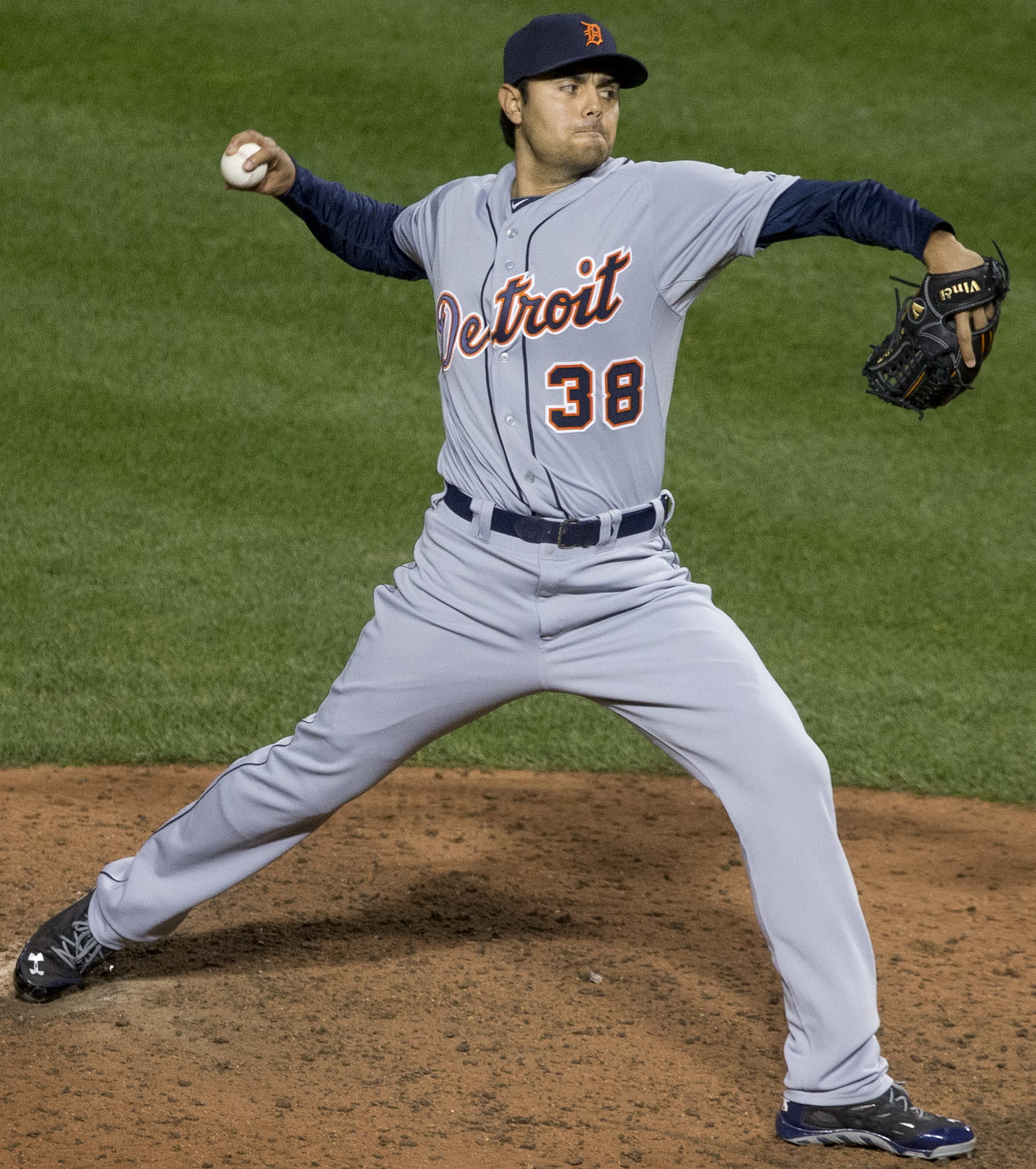
Soria. lanzando para los tigres de detroit,

### 2014
El 23 de julio de 2014, los Rangers de Texas cambiaron Soria a los Detroit Tigers a cambio de los lanzadores Jake Thompson y Corey Knebel. El 22 de julio de 2015, Soria grabó el 200.º salvamento de su carrera en mlb.

### 2015
El 30 de julio de 2015, los Tigres intercambiaron Soria con los Piratas de Pittsburgh a cambio de JaCoby Jones.
Segunda Etapa Con Los Reales
El 10 de diciembre de 2015, Soria firmó un contrato por 3 años y $ 25 millones para regresar a los Reales.

### 2018
El 4 de enero de 2018, Soria se cambió a los Medias Blancas de Chicago en un intercambio de tres equipos que también envió a Jake Peter y Scott Alexander a los Dodgers de Los Ángeles, Luis Avilán a los Medias Blancas y Trevor Oaks y Erick Mejia a los Reales

## Selección Mexicana
Soria participó con la Selección Mexicana de Béisbol en el Clásico Mundial de Béisbol 2009.